# ケビン・ポーター・ジュニア
ブライアン・ケビン・ポーター・ジュニア（Bryan Kevin Porter Jr., 2000年5月4日 - ）は、アメリカ合衆国ワシントン州シアトル出身のプロバスケットボール選手。NBAのミルウォーキー・バックスに所属している。ポジションはポイントガード。

## 経歴

### カレッジ
南カリフォルニア大学（USC）で1年間プレーし、2019年のNBAドラフトにアーリーエントリーした。

### クリーブランド・キャバリアーズ
ドラフト全体30位でミルウォーキー・バックスから指名を受け、その後デトロイト・ピストンズを経由したトレードで交渉権がクリーブランド・キャバリアーズへ移り、7月3日にキャバリアーズと契約した。

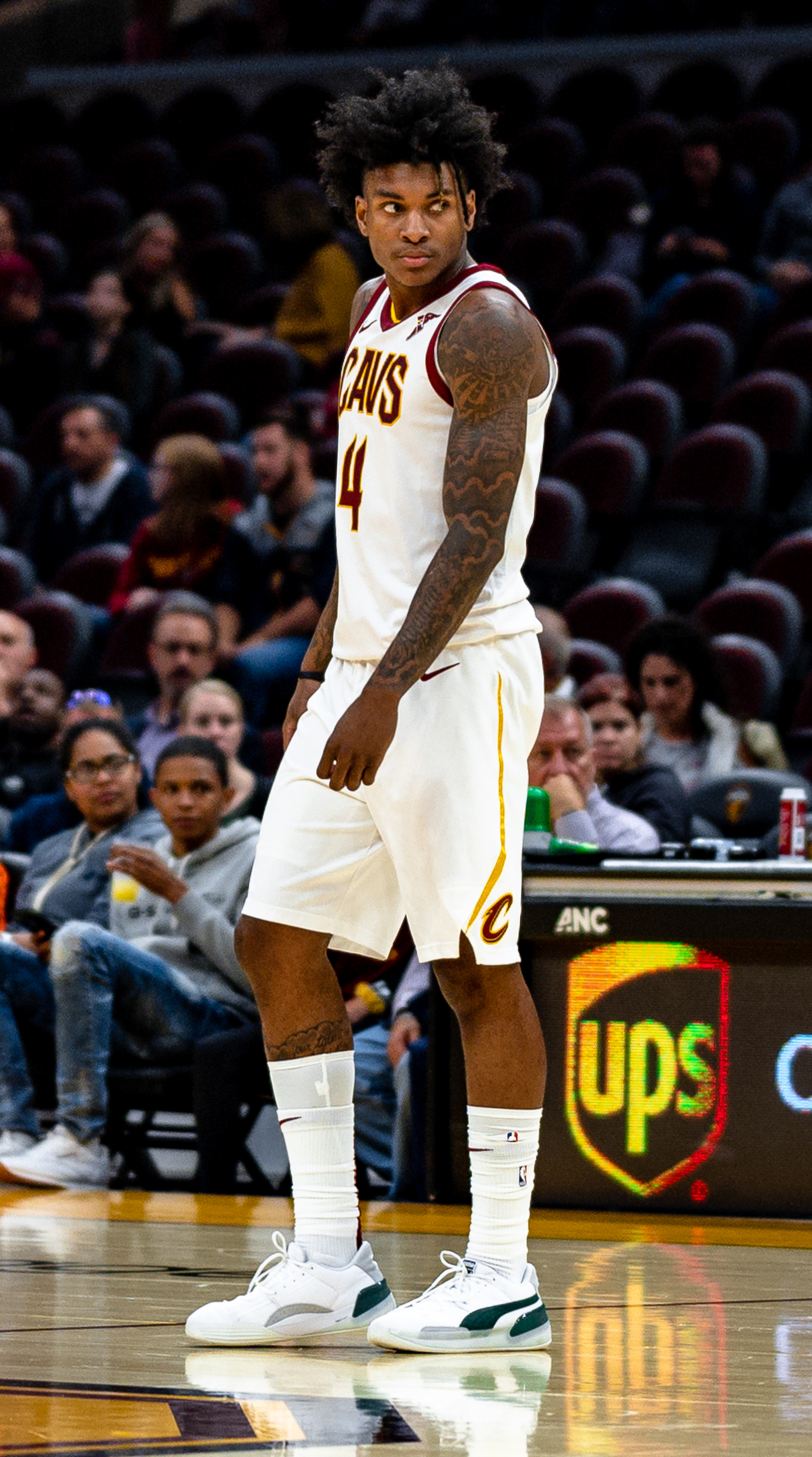
キャバリアーズでのポーター
(2020年)

1年目の2019-20シーズン、2020年2月24日のマイアミ・ヒート戦でキャリアハイの30得点を記録した。このシーズンは50試合(3先発)に平均23.2分の出場で、10.0得点・3.2リバウンド・2.2アシスト・0.9スティールを記録した。オフの11月15日に銃器不法所持により逮捕され、4000ドルの保釈金を支払って釈放されたが、開幕後もしばらくはロースターに登録されなかった。
2020-21シーズンは逮捕の影響で、シーズン開幕後も試合に出場しない日々が続いた。その後、チームが無断で自身のロッカーの荷物を片付け、空いたロッカーをシーズン途中のトレードで移籍してきたトーリアン・プリンスに与えたことに対して激怒し、チームメイトやスタッフに食べ物を投げつけた。このような問題行動が重なり、手に負えないと判断したキャバリアーズのフロントはポーターをトレードもしくは解雇することを発表した。

### ヒューストン・ロケッツ
2021年1月22日に将来のドラフト2巡目指名権とのトレードで、ヒューストン・ロケッツへ移籍した。Gリーグのリオグランデバレー・バイパーズで数試合プレーした後、3月11日に初出場。4月29日のバックス戦でキャリアハイを大幅に更新する50得点を記録した。21歳未満の50得点以上は史上4人目で、50得点以上・10アシスト以上はレブロン・ジェームズの23歳66日を超えて史上最年少記録となった。
2022年10月17日にロケッツと4年総額8,250万ドルの契約延長に合意した。
2023年9月11日に、交際していた元WNBA選手のカイスレ・ゴンドレジックへの暴行容疑で逮捕された。これを受けて10月18日にビクター・オラディポ、ジェレマイア・ロビンソン＝アールとのトレードで、2つのドラフト2巡目指名権とともにオクラホマシティ・サンダーへ放出され、すぐに解雇された。

### PAOK BC
2024年4月2日、ギリシャ・バスケットリーグに所属するPAOK BCと契約した。4月14日のASKカルディツァBC戦では19得点、10リバウンド、9アシストの成績を残した。4月27日のマルーシBC戦では22得点、12リバウンド、8アシストのダブル・ダブルを記録した。

### ロサンゼルス・クリッパーズ
2024年7月10日にロサンゼルス・クリッパーズと2年契約を結んだ。

### ミルウォーキー・バックス
2025年2月6日にマージョン・ボーチャンプとのトレードでミルウォーキー・バックスへ移籍した。3月5日のダラス・マーベリックス戦で自身3度目のトリプル・ダブルとなる10得点、11リバウンド、14アシストを記録し、チームは137-110で勝利した。

## プレースタイル
ハンドリングスキルに優れており、ステップバックやクロスオーバーからのプルアップジャンパーなど多彩な得点パターンを持つ。キャバリアーズ時代の同僚ケビン・ラブはポーターについて、「チームで最も才能に溢れている」と評価していた。一方でショットセレクションの悪さやアシストの少なさ、ターンオーバーやファウルの多さが課題とされている。

## 人物
自身が4歳のとき、父親のケビン・ポーター・シニアがバーで起こった乱闘を止めようとして銃殺された。早期に父親を亡くした影響からか精神面が非常に不安定であり、数々の問題行動を起こしている。

## 個人成績

### NBA

#### レギュラーシーズン
| シーズン | チーム | GP  | GS  | MPG  | FG%  | 3P%  | FT%  | RPG | APG | SPG | BPG | PPG  |
| -------- | ------ | --- | --- | ---- | ---- | ---- | ---- | --- | --- | --- | --- | ---- |
| 2019–20  | CLE    | 50  | 3   | 23.2 | .442 | .335 | .723 | 3.2 | 2.2 | .9  | .3  | 10.0 |
| 2020–21  | HOU    | 23  | 20  | 32.2 | .427 | .319 | .768 | 3.8 | 6.3 | .7  | .3  | 16.7 |
| 2021–22  | HOU    | 61  | 61  | 31.3 | .415 | .375 | .642 | 4.4 | 6.2 | 1.1 | .4  | 15.6 |
| 2022–23  | HOU    | 59  | 59  | 34.3 | .442 | .366 | .784 | 5.3 | 5.7 | 1.4 | .3  | 19.2 |
| 2024–25  | LAC    | 45  | 2   | 19.6 | .423 | .245 | .645 | 3.6 | 3.2 | 1.0 | .2  | 9.3  |
| 2024–25  | MIL    | 30  | 2   | 19.9 | .494 | .408 | .871 | 3.9 | 3.7 | 1.3 | .1  | 11.7 |
| 通算     | 通算   | 271 | 150 | 27.3 | .435 | .351 | .734 | 4.1 | 4.6 | 1.1 | .3  | 13.9 |

#### プレーオフ
| シーズン | チーム | GP | GS | MPG  | FG%  | 3P%  | FT%  | RPG | APG | SPG | BPG | PPG  |
| -------- | ------ | -- | -- | ---- | ---- | ---- | ---- | --- | --- | --- | --- | ---- |
| 2024     | MIL    | 5  | 1  | 30.2 | .396 | .467 | .846 | 3.6 | 5.4 | .8  | .0  | 11.2 |
| 通算     | 通算   | 5  | 1  | 30.2 | .396 | .467 | .846 | 3.6 | 5.4 | .8  | .0  | 11.2 |

### カレッジ
| シーズン | チーム | GP | GS | MPG  | FG%  | 3P%  | FT%  | RPG | APG | SPG | BPG | PPG |
| -------- | ------ | -- | -- | ---- | ---- | ---- | ---- | --- | --- | --- | --- | --- |
| 2018–19  | USC    | 21 | 4  | 22.1 | .471 | .412 | .522 | 4.0 | 1.4 | .8  | .5  | 9.4 |